# Microstylum dispar
Microstylum dispar är en tvåvingeart som beskrevs av Friedrich Hermann Loew 1858. Microstylum dispar ingår i släktet Microstylum och familjen rovflugor. Inga underarter finns listade i Catalogue of Life.